# 沃洛托沃农村居民点
沃洛托沃农村居民点（俄语：Волотовское сельское поселение）是俄罗斯联邦别尔哥罗德州切尔尼扬卡区所属的一个农村居民点。其下辖有1个居民点，行政中心为沃洛托沃。据2016年统计，该农村居民点的人口为844人。